# 皮特克維奇冰川
皮特克維奇冰川（英語：Pitkevitch Glacier）是南極洲的冰川，位於維多利亞地的彭內爾海岸，處於阿德默勒爾蒂山脈的杜布里奇山脈，全長37公里，美國地質調查局根據測量和該國海軍的空中照片繪入地圖。